# 問屋
問屋（といや、とんや）とは、現代における一般的意味としては卸売業者を指すが、歴史用語及び法律用語として用いられる場合は異なる意味を持つ。

## 一般的意味
- 卸売業者のこと。生産者から商品を仕入れて、小売商や購入者に対して販売を行う。

## 歴史上の意味
1. 鎌倉時代に運送、倉庫、委託販売業を兼ね、後には、一般の商品も取り扱うようになった組織問丸（といまる）に由来する。この問丸が近世になって問屋（とひや）と呼ばれるようになった。室町時代には問屋と呼ばれるようになり、江戸においてこの問屋（とひや）の名称が「とんや」に転じた。やがて運送専門や卸売専門に業種分化しても、各々が問屋と呼ばれた（干鰯問屋・両種物問屋など）。
2. 江戸時代、領主と住人の仲介者として宿場町の自治行政を行うと共に問屋場を管理した町役人（宿場役人）の長。多くは本陣を経営した。
3. 廻船問屋は江戸時代に至っても運送業と卸売業の性格を併せ持ったままであった。

## 法律上の意味
問屋（といや） - 取次ぎを営業としておこなう商人のひとつ。
商法で、自己の名をもって他人のために物品の販売又は買い入れをすることを業とする者と定義されており（商法第551条）、問屋の行う売買は他人の計算においてなされる。つまり、問屋は自己の名義で取引を行い取引の相手方に対する権利義務の主体となるが、その取引による損益は委託者に帰属する。

問屋の収入は、取次の引受けに対して委託者が支払う手数料である。一般的意味における問屋（とんや＝卸売業）は自己の計算で商品を買い入れ、販売しているので、法律上の問屋ではない。
取次商の一種として仲立人とともに補助商に分類される。
問屋営業の典型例として、証券会社における証券の売買仲介（ブローカレッジ）があげられる。

### 問屋の法律関係
- 対内的関係

委任契約であり委任及び代理の規定が準用される（商法第552条2項）。
- 対外的関係
  - 問屋と相手方の法律関係（商法第552条1項）
  - 委託者と相手方の法律関係

### 問屋の権利義務
- 問屋の義務
  - 善管注意義務（民法第644条）
  - 通知義務（商法第557条）
  - 履行担保責任（商法第553条）
  - 指値遵守義務（商法第554条）
- 問屋の権利
  - 報酬請求権（商法第512条）
  - 留置権（商法第557条）
  - 供託競売権（商法第556条・商法第524条）
  - 介入権（商法第555条）

### 準問屋
自己の名をもって他人のために物品の販売又は買い入れ以外の行為をすることを業とする者を準問屋といい、問屋の規定が準用される（558条）。